# Chorągiew husarska koronna Stanisława Krzeczowskiego
Chorągiew husarska koronna Stanisława Krzeczowskiego - chorągiew husarska koronna połowy XVII wieku, okresu wojen ze Szwedami i Moskwą.
Rotmistrzem tej chorągwi był Stanisław Krzeczowski - szlachcic polski i dowódca kozacki. Jej stan liczebny pod koniec listopada 1627 roku wynosił 100 koni.